# NGC 7591
NGC 7591 é uma galáxia espiral barrada (SBbc) localizada na direcção da constelação de Pisces. Possui uma declinação de +06° 35' 10" e uma ascensão recta de 23 horas, 18 minutos e 16,2 segundos.
A galáxia NGC 7591 foi descoberta em 14 de Agosto de 1864 por Albert Marth.